# Чемпионат Армении по боксу 2015
Чемпионат Армении по боксу 2015 года проходил в Ереване с 17 по 22 марта 2015 года.

## Медалисты
| Весовая категория            | Золото          | Серебро          | Бронза                           |
| ---------------------------- | --------------- | ---------------- | -------------------------------- |
| Минимальный вес (— 49 кг)    | Артур Оганесян  | Артем Алексанян  | Арутюн Карапетян Арутюн Арутюнян |
| Наилегчайший вес (— 52 кг)   | Нарек Абгарян   | Барегам Арутюнян | Давид Саргсян Гарегин Аветисян   |
| Легчайший вес (— 56 кг)      | Арам Авагян     | Генрих Мокоян    | Эрик Петросян Сурен Аракелян     |
| Полулёгкий вес (— 60 кг)     | Карен Тонаканян | Арсен Погосян    | Артур Варданян Тарон Карапетян   |
| Лёгкий вес (— 64 кг)         | Оганес Бачков   | Ара Пулузян      | Гор Ерицян Геворг Казеян         |
| Полусредний вес (— 69 кг)    | Арман Дарчинян  | Лео Папян        | Рафаэль Барсегян Мелкон Мелконян |
| Первый средний вес (— 75 кг) | Артур Саргсян   | Гагик Боян       | Сергей Саргсян Араик Арутюнян    |
| Второй средний вес (— 81 кг) | Никол Арутюнов  | Аветис Арутюнян  | Артем Галстян Тонакан Хачатрян   |
| Полутяжёлый вес (— 91 кг)    | Генрик Саргсян  | Сережа Акопян    | Артак Алавердян Артур Амбарцумян |
| Супертяжёлый вес (+ 91 кг)   | Агаси Меграбян  | Азат Давтян      | Нарек Мелконян Рафаэль Симонян   |